# Saíd Martínez
Héctor Saíd Martínez Sorto (Tocoa, Honduras - 7 de agosto de 1991) es un árbitro de fútbol hondureño internacional desde el 2017.

## Biografía
Nació en Tocoa, Colón. Desde su infancia quiso ser árbitro como lo fue su padre. Años después, se convertiría en juez, siendo el más joven en debutar en partidos de fútbol en la Liga Nacional de Fútbol Profesional de Honduras a los 18 años.

## Torneos de selecciones
Ha arbitrado en los siguientes torneos de selecciones:
- Campeonato Sub-17 de la Concacaf de 2017
- Campeonato Sub-20 de la Concacaf de 2018
- Juegos Centroamericanos y del Caribe de 2018
- Campeonato Sub-17 de la Concacaf de 2019
- Copa Mundial de Fútbol Sub-20 de 2019
- Copa de Oro de la Concacaf 2019
- Liga de Naciones de la Concacaf 2019-20
- Preolímpico de Concacaf de 2020
- Copa de Oro de la Concacaf 2021
- Clasificación de Concacaf para la Copa Mundial de 2022
- Campeonato Sub-20 de la Concacaf de 2022
- Copa Mundial de Fútbol de 2022
- Liga de Naciones de la Concacaf 2022-23
- Finales de la Liga de Naciones Concacaf 2022-23
- Copa de Oro de la Concacaf 2023

## Torneos de clubes
Ha arbitrado en los siguientes torneos de clubes:
- Leagues Cup
- Campeones Cup
- Liga de Campeones de la Concacaf
- Liga Concacaf